# Yu Hongqi
Yu Hongqi (en chinois : 于红旗,) est une footballeuse internationale chinoise née le 2 février 1973 à Dalian. 

## Biographie

### En club
Yu Hongqi évolue au sein du Beijing Chengjian (en) durant sa carrière.

### En sélection
Lors de la Coupe du monde 1995, Yu est sélectionnée pour participer, mais elle ne dispute aucun match.
Elle dispute également les Jeux olympiques 1996 avec la Chine. La sélection remporte la médaille d'argent. Yu joue quatre matchs dont la finale perdue contre les États-Unis.